# PT Palindo Marine
PT Palindo Marine или PT Palindo Marine Shipyard (PMS) — индонезийская верфь, основанная в 2007 году.
Продукция компании включает патрульные катера, пассажирские паромы, пассажирские и спасательные катера, баржи и различные суда, изготовленные из стали, алюминия, стеклопластика и комбинации стали и алюминия. 
Компания находится в индонезийской провинции Кепулауан-Риау на острове Сей Лекоп в Танджунг Унканг, Батам, Индонезия, недалеко от Сингапура. 
Основными заказчиками являются военно-морской флот, департамент рыболовства, департамент лесного хозяйства, национальное поисково-спасательное агентство и другие государственные учреждения. Часть продукции экспортируется Малайзию, Сингапур и Таиланд. Численность работников — более 500 человек. 

## Построенные корабли
Военно-морские корабли, построенные PT Palindo Marine, включают:
- Ракетные катера типа «Члурит»
- Патрульные катера типа «Татиху»
- Патрульные катера типа «Бавеан»
- Патрульные катера типа «Кудунгга»
- Патрульные катера типа «Бирейен»